# Chamaesphecia schmidtiiformis
Chamaesphecia schmidtiiformis is een vlinder uit de familie wespvlinders (Sesiidae), onderfamilie Sesiinae.
De wetenschappelijke naam van de soort is voor het eerst geldig gepubliceerd door Freyer in 1836. De soort komt voor in het Palearctisch gebied.